# Austrodanthonia
Austrodanthonia és un gènere de plantes de la família de les poàcies, ordre de les poals, subclasse de les commelínides, classe de les liliòpsides, divisió dels magnoliofitins.
De vegades s'inclou al gènere Rytidosperma.

## Taxonomia
- Austrodanthonia acerosa (Vickery) H.P. Linder
- Austrodanthonia alpicola (Vickery) H.P. Linder
- Austrodanthonia auriculata (J.M. Black) H.P. Linder
- Austrodanthonia biannularis (Zotov) H.P. Linder
- Austrodanthonia bipartita (Link) H.P. Linder
- Austrodanthonia bonthainica (Jansen) H.P. Linder
- Austrodanthonia caespitosa (Gaudich.) H.P. Linder
- Austrodanthonia carphoides (F. Muell. ex Benth.) H.P. Linder
- Austrodanthonia clavata (Zotov) H.P. Linder
- Austrodanthonia diemenica (D.I. Morris) H.P. Linder
- Austrodanthonia duttoniana (Cashmore) H.P. Linder
- Austrodanthonia eriantha (Lindl.) H.P. Linder
- Austrodanthonia fulva (Vickery) H.P. Linder
- Austrodanthonia geniculata (J.M. Black) H.P. Linder
- Austrodanthonia induta (Vickery) H.P. Linder
- Austrodanthonia laevis (Vickery) H.P. Linder
- Austrodanthonia mera (Connor i Edgar) H.P. Linder
- Austrodanthonia monticola (Vickery) H.P. Linder
- Austrodanthonia occidentalis (Vickery) H.P. Linder
- Austrodanthonia oreophila (H.P. Linder i N.G. Walsh) H.P. Linder
- Austrodanthonia penicillata (Labill.) H.P. Linder
- Austrodanthonia pilosa(R. Br.) H.P. Linder
- Austrodanthonia popinensis (D.I. Morris) H.P. Linder
- Austrodanthonia procera (Vickery) S.W.L. Jacobs
- Austrodanthonia racemosa (R. Br.) H.P. Linder
  - Austrodanthonia racemosa var. obtusata (F. Muell. ex Benth.) H.P. Linder
  - Austrodanthonia racemosa var. racemosa
- Austrodanthonia remota (D.I. Morris) H.P. Linder
- Austrodanthonia richardsonii (Cashmore) H.P. Linder
- Austrodanthonia setacea (R. Br.) H.P. Linder
- Austrodanthonia tenuior (Steud.) H.P. Linder